# 피노 도나지오

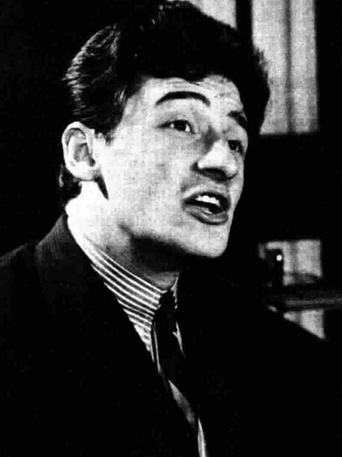
1965년

피노 도나조(Pino Donaggio, 1941년 11월 24일 ~ )는 이탈리아의 음악가, 가수, 영화, 텔레비전 음악 작곡가이다.
부라노 태생으로, 어릴 때부터 바이올린을 배워 19세 때 캄보 밴드를 조직하였다. 1961년의 산 레모 페스티벌에서 <코메 심포니아>를 자작(自作) 자연(自演)하여 6위에 입상하였다. <슬픈 사랑의 테마>, <조바네 조바네>, <푸른 하늘에 살자>, <이 사랑으로 살아> 등으로 매년 산 레모에서 입상을 계속하였다. 노래는 약동적인 스타일로서, 어느 작품이나 모두 음악적으로 뛰어났는데, 전위적 경향이 짙었다.